# セキ薬品
株式会社セキ薬品（セキやくひん、英: Seki Yakuhin Co.,Ltd.）は、埼玉県を中心にドラッグストアチェーン「ドラッグストア セキ」を展開する企業。

## 概要
埼玉県で有名なドラッグストアチェーンである。埼玉県南埼玉郡宮代町にスーパー隣接地に小規模な薬局を展開していたが、1990年代半ばから単独出店のドラッグストアに転換し、食品スーパーの跡地に出店するなど大型化を進めている。
テーマソング「元気出してよ」（作詞・作曲：上藤恭生）が店内BGMとして流れている。チューリップのマークを商標登録しており、「チューリップマークのセ〜キ薬品♪」という歌詞がある。店内では毎時55分に同曲のフルバージョンを流しており、従業員向けの時報代わりにも使用されている。
三菱UFJニコスの加盟店で、同社発行のクレジットカードに限らず、国際ブランドVisa、マスターカードが使える。チューリップカードというポイントカード兼用のクレジットカードもある。現在では国際ブランドは全て使用可能となった。2021年より自社アプリを始め、各種電子マネーも使用可能となった。
2022年3月、店舗数が200店舗に到達。

## 沿革
- 1973年12月 - 開業。
- 1984年1月 - 有限会社関薬品設立。
- 1989年 - 有限会社セキ薬品へ改称。
- 1992年12月 - 株式会社セキ薬品へ組織変更。
- 1996年2月 - 日本ドラッグチェーン加盟。
- 2002年10月 - 調剤薬局事業開始。
- 2008年7月 - ドラッグストア事業の屋号を「セキ薬品」から「ドラッグストア セキ」へ変更。
- 2009年3月 - 売上高300億円達成。
- 2012年
  - 4月 - 物流センターを移転増床（騎西物流センター）。
  - 2012年6月 - 100店鋪達成。
- 2013年11月 - 創業40周年記念開催。
- 2014年12月 - 埼玉県南埼玉郡宮代町へ本社を移転。
- 2017年
  - 2月 - 150店鋪達成。
  - 4月 - 調剤事業の屋号を「チューリップ薬局」から「セキ薬局」へ変更。
- 2021年3月 - 売上高800億円達成。
- 2025年9月 - スギホールディングス株式会社の持分法適用関連会社となる（予定）[3]。